# Casa de Uceda
Casa de Uceda – gmina w Hiszpanii, w prowincji Guadalajara, w Kastylii-La Mancha, o powierzchni 21,38 km². W 2011 roku gmina liczyła 128 mieszkańców.